# Sjien Beet

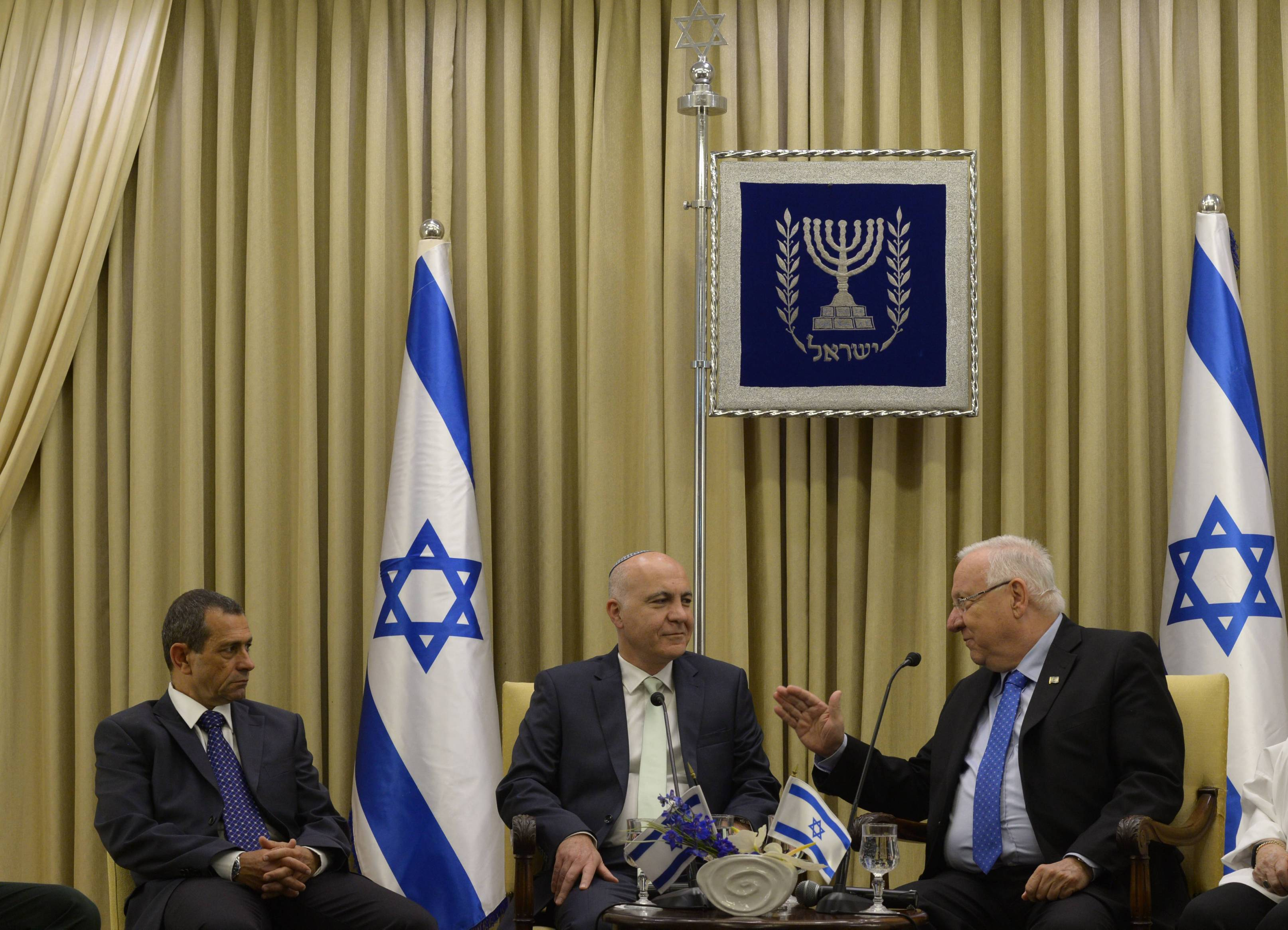
Reuven Rivlin, Yoram Cohen (gewezen directeur van Sjien Beet) en zijn opvolger Nadav Argaman (mei 2016)

De Sjien Beet of Sjabak (Hebreeuws: שב"כ, letterlijk: Algemene Veiligheidsdienst), internationaal veelal gespeld als Shin Bet, is een Israëlische veiligheidsdienst, die in 1948 werd opgericht. Sjien Beet houdt zich bezig met contraspionage en de algemene interne veiligheid in Israël en de bezette gebieden en beveiliging van Israëliërs in het algemeen. Tegenwoordig heet de dienst Sjabak, maar ook de naam Sjien Beet wordt nog steeds gebruikt.

## Organisatie
De sjien en beet zijn acroniemen van Sherut Bitachon Klali (Hebreeuws: שירות ביטחון כללי), wat letterlijk Algemene Veiligheidsdienst betekent. De tegenwoordige benaming is Sjabak of GSS, de laatste afkorting is afgeleid van de officiële Engelstalige naam, General Security Service. Het motto van Sjien Beet is Magen VeLo Yera'e wat betekent: Verdedigers die niet gezien zullen worden. Het is een van de drie organisaties binnen de Israëlische geheime dienst, naast de Aman (de geheime dienst van het Israëlische defensieleger IDF) en de Mossad, de buitenlandse geheime dienst.

### Taken
De taken van Sjabak zijn: 
- Zorg voor staatsveiligheid
- Blootleggen van terroristische organisaties
- Ondervragen van terreurverdachten
- Informatie verzamelen voor contra-terroristische operaties in de Westelijke Jordaanoever en de Gazastrook
- Contra-spionage
- Persoonsbeveiliging van publieke figuren
- Bewaking van infrastructuur en regeringsgebouwen
- Beveiliging van Israëlische vliegtuigen, luchthavens en Israëlische ambassades in het buitenland

### Directeuren
| - Isser Harel (1948-1952) - Izi Dorot (1952-1953) - Amos Manor (1953-1963) - Yossef Harmelin (1964-1974) - Avraham Ahituv (1974-1981) - Avraham Shalom (1981-1986) - Yossef Harmelin (1986-1988) | - Yaakov Peri (1988-1994) - Carmi Gillon (1995-1996) - Ami Ayalon (1996-2000) - Avi Dichter (2000-2005) - Yuval Diskin (2005-2011) - Yoram Cohen (2011-2016) - Nadav Argaman (2016-) |

### Budget
Het totale budget voor de Israëlische geheime diensten (Mossad en Sjabak) komt voor 2019 uit op 10 miljard shekel oftewel 2,73 miljard US dollar. De relatief sterke stijging ten opzichte van de 2,38 miljard voor 2018 zou grotendeels aan de Mossad ten goede komen, die daarmee een inhaalslag maakt op de voorheen veel grotere Sjabak.
| Miljard US dollar: | 1,37 | 1,44 | 1,53 | 1,55 | 1,66 | 1,82 | 2,10 | 1,98 | 2,13 | 2,15 | 2,38 | 2,75 |

## Opspraak
De Sjien Beet kwam in opspraak na de moord op de Israëlische minister-president Yitzhak Rabin, voor wiens beveiliging de dienst verantwoordelijk was. Zij had moordenaar Yigal Amir wel in het vizier gehad, maar had gemeend dat hij geen gevaar vormde. Het hoofd van de dienst trad toen af. Het was lange tijd gebruikelijk dat de hoogwaardigheidsbekleders in de dienst volkomen anoniem waren, maar dat is in de jaren 1990 veranderd.
De oprichter van Physicians for Human Rights-Israel (PHR-I), de Israëlische arts Ruchama Marton, beschuldigt de Sjien Beet al vanaf minstens 1993 van martelpraktijken waarbij men aan de dienst gelieerde artsen betrekt. Onderzoeksjournalist Michal Sela had een Sjien Beet-document gevonden, waarin een Sjien Beet-arts om medisch commentaar werd gevraagd betreffende een gevangene voor het geval deze in isolatie zou worden genomen, vastgebonden, gezichtsbedekking kreeg of langere tijd zou moeten staan. Er werd nog een tweede document gevonden van deze aard. Marton schreef met Neve Gordon over het eerstgenoemde document en andere bevindingen een boek met de titel Torture - Human Rights, Medical Ethics and the Case of Israel. Hij beschrijft onder andere casussen van Palestijnse gevangenen met hun verwondingen, waarvoor zelfs ziekenhuisopname nodig was. Het boek is overigens in Israël niet verkrijgbaar. Steimatzky, de oudste en grootste keten van boekhandels in dat land, heeft volgens hem de verkoop ervan tegengehouden.